# Nathalie Eklund (cyklist)
Nathalie Eklund, född 28 maj 1991, är en svensk tävlingscyklist. Hon har blivit svensk mästare i linjelopp 2020 samt i tempolopp 2021 och 2022.

## Karriär
Eklund började dansa som sexåring och blev som tioåring antagen till Kungliga Svenska Balettskolan. Efter att hon tagit studenten flyttade hon till Nederländerna. Eklund studerade ett år på Codarts och valde under sin tid där att sluta med dansen. Hon utbildade sig sedan till naprapat och började träna crossfit samt med triathlon under 2017. Efter problem med återkommande löparskador valde Eklund att satsa på cyklingen och gick under sommaren 2018 med i sin första cykelklubb, Stockholm CK.
Vid SM i landsvägscykling 2019 tog Eklund silver i tempoloppet och brons i linjeloppet. Vid SM i landsvägscykling 2020 blev hon för första gången svensk mästare i linjeloppet samt tog silver i tempoloppet. Inför säsongen 2021 gick Eklund med i det nederländska proffsstallet GT Krush Tunap. Vid SM i landsvägscykling 2021 tog hon sitt första SM-guld i tempoloppet.
Inför säsongen 2022 skrev Eklund på för spanska proffsstallet Massi–Tactic. I juni 2022 vann hon totaltävlingen i Vuelta a Portugal och vann dessutom tävlingens samtliga fyra etapper. Samma månad vid SM i landsvägscykling tog Eklund sitt andra raka SM-guld i tempoloppet. I augusti 2022 vann hon totaltävlingen och sista etappen i etapploppet Tour of Uppsala. Under samma månad slutade Eklund på 13:e plats i tempoloppet vid EM i landsvägscykling i München.
Inför säsongen 2023 gick hon till det schweiziska proffsstallet Israel-Premier Tech Roland.

## Meriter
2019
2:a i svenska mästerskapet i tempolopp
3:a i svenska mästerskapet i linjelopp
2020
 Svensk mästare i linjelopp
2:a i svenska mästerskapet i tempolopp
2021
 Svensk mästare i tempolopp
2022
 Svensk mästare i tempolopp
Tour of Uppsala
Vinnare totaltävlingen
Vinnare 3:e etappen
3:a i La Picto-Charentaise